# Gideå distrikt
Gideå distrikt är ett distrikt i Örnsköldsviks kommun och Västernorrlands län. Distriktet ligger omkring Gideå i östra Ångermanland. 

## Tidigare administrativ tillhörighet
Distriktet inrättades 2016 och utgörs av Gideå socken i Örnsköldsviks kommun.
Området motsvarar den omfattning Gideå församling hade 1999/2000.

## Tätorter och småorter
I Gideå distrikt finns en tätort och en småort.

### Tätorter
- Gideå

### Småorter
- Flärke